# Illacme plenipes
Illacme plenipes és una espècie de milpeus sifonorínid que es troba a la regió central de l'estat americà de Califòrnia. Pot presentar fins a 750 potes, més que qualsevol altre animal al món. És l'única espècie del gènere Illacme i fou vista per primera vegada l'any 1926, però no va ser redescoberta fins a l'any 2005.

## Potes
Tot i que no es coneix cap espècie de milpeus que presenti mil cames, Illacme plenipes és la que més s'acosta amb un espècimen registrat que tenia 750 potes. De mitjana, tenen unes 600 potes, el doble que la mitjana de les espècies de milpeus. Tot i que tenen més potes que cap altra criatura a la Terra, són animals força petits, fins i tot en comparació amb altres milpeus.